# Formule 1 v roce 2024
Sezóna Formule 1 2024 byla 75. sezónou Mistrovství světa Formule 1, závodní série pořádané pod hlavičkou Mezinárodní automobilové federace (FIA). Účastnilo se jí dvacet jezdců a deset týmů. V kalendáři sezóny bylo rekordních 24 závodů.

## Týmy a jezdci
| Motor      | #  | Tým                           | Šasi     | Název/typ motoru    | Konstruktér           | No. | Zkratka | Obr. | Jezdci           | Závody      | Testovací/Rezervní jezdci                        |
| ---------- | -- | ----------------------------- | -------- | ------------------- | --------------------- | --- | ------- | ---- | ---------------- | ----------- | ------------------------------------------------ |
| Honda RBPT | 1  | Oracle Red Bull Racing        | RB20     | Honda RBPTH002      | Red Bull-Honda RBPT   | 1   | VER     |      | Max Verstappen   | Vše         | Liam Lawson                                      |
| Honda RBPT | 1  | Oracle Red Bull Racing        | RB20     | Honda RBPTH002      | Red Bull-Honda RBPT   | 11  | PER     |      | Sergio Pérez     | Vše         | Liam Lawson                                      |
| Honda RBPT | 8  | Visa Cash App RB F1 Team      | VCARB 01 | Honda RBPTH002      | RB-Honda RBPT         | 3   | RIC     |      | Daniel Ricciardo | 1–18        | Liam Lawson Ajumu Iwasa                          |
| Honda RBPT | 8  | Visa Cash App RB F1 Team      | VCARB 01 | Honda RBPTH002      | RB-Honda RBPT         | 22  | TSU     |      | Júki Cunoda      | Vše         | Liam Lawson Ajumu Iwasa                          |
| Honda RBPT | 8  | Visa Cash App RB F1 Team      | VCARB 01 | Honda RBPTH002      | RB-Honda RBPT         | 30  | LAW     |      | Liam Lawson      | 19–24       | Liam Lawson Ajumu Iwasa                          |
| Mercedes   | 2  | Mercedes-AMG Petronas F1 Team | F1 W15   | Mercedes-AMG F1 M15 | Mercedes              | 44  | HAM     |      | Lewis Hamilton   | Vše         | Mick Schumacher Frederik Vesti                   |
| Mercedes   | 2  | Mercedes-AMG Petronas F1 Team | F1 W15   | Mercedes-AMG F1 M15 | Mercedes              | 63  | RUS     |      | George Russell   | Vše         | Mick Schumacher Frederik Vesti                   |
| Mercedes   | 4  | McLaren F1 Team               | MCL38    | Mercedes-AMG F1 M15 | McLaren-Mercedes      | 4   | NOR     |      | Lando Norris     | Vše         | Patricio O’Ward Rjó Hirakawa                     |
| Mercedes   | 4  | McLaren F1 Team               | MCL38    | Mercedes-AMG F1 M15 | McLaren-Mercedes      | 81  | PIA     |      | Oscar Piastri    | Vše         | Patricio O’Ward Rjó Hirakawa                     |
| Mercedes   | 5  | Aston Martin Aramco F1 Team   | AMR24    | Mercedes-AMG F1 M15 | Aston Martin-Mercedes | 14  | ALO     |      | Fernando Alonso  | Vše         | Felipe Drugovich Stoffel Vandoorne               |
| Mercedes   | 5  | Aston Martin Aramco F1 Team   | AMR24    | Mercedes-AMG F1 M15 | Aston Martin-Mercedes | 18  | STR     |      | Lance Stroll     | Vše         | Felipe Drugovich Stoffel Vandoorne               |
| Mercedes   | 7  | Williams Racing               | FW46     | Mercedes-AMG F1 M15 | Williams-Mercedes     | 2   | SAR     |      | Logan Sargeant   | 1–15        | Roy Nissany Jamie Chadwick Luke Browning         |
| Mercedes   | 7  | Williams Racing               | FW46     | Mercedes-AMG F1 M15 | Williams-Mercedes     | 23  | ALB     |      | Alexander Albon  | Vše         | Roy Nissany Jamie Chadwick Luke Browning         |
| Mercedes   | 7  | Williams Racing               | FW46     | Mercedes-AMG F1 M15 | Williams-Mercedes     | 43  | COL     |      | Franco Colapinto | 16–24       | Roy Nissany Jamie Chadwick Luke Browning         |
| Ferrari    | 3  | Scuderia Ferrari HP           | SF-24    | Ferrari 066/12      | Ferrari               | 16  | LEC     |      | Charles Leclerc  | Vše         | Oliver Bearman Arthur Leclerc Antonio Giovinazzi |
| Ferrari    | 3  | Scuderia Ferrari HP           | SF-24    | Ferrari 066/12      | Ferrari               | 38  | BEA     |      | Oliver Bearman   | 2           | Oliver Bearman Arthur Leclerc Antonio Giovinazzi |
| Ferrari    | 3  | Scuderia Ferrari HP           | SF-24    | Ferrari 066/12      | Ferrari               | 55  | SAI     |      | Carlos Sainz Jr. | Vše         | Oliver Bearman Arthur Leclerc Antonio Giovinazzi |
| Ferrari    | 9  | Stake F1 Team Kick Sauber     | C44      | Ferrari 066/12      | Kick Sauber-Ferrari   | 24  | ZHO     |      | Čou Kuan-jü      | Vše         | Théo Pourchaire Zane Maloney                     |
| Ferrari    | 9  | Stake F1 Team Kick Sauber     | C44      | Ferrari 066/12      | Kick Sauber-Ferrari   | 77  | BOT     |      | Valtteri Bottas  | Vše         | Théo Pourchaire Zane Maloney                     |
| Ferrari    | 10 | MoneyGram Haas F1 Team        | VF-24    | Ferrari 066/10      | Haas-Ferrari          | 20  | MAG     |      | Kevin Magnussen  | 1–16, 18–24 | Pietro Fittipaldi Oliver Bearman                 |
| Ferrari    | 10 | MoneyGram Haas F1 Team        | VF-24    | Ferrari 066/10      | Haas-Ferrari          | 27  | HUL     |      | Nico Hülkenberg  | Vše         | Pietro Fittipaldi Oliver Bearman                 |
| Ferrari    | 10 | MoneyGram Haas F1 Team        | VF-24    | Ferrari 066/10      | Haas-Ferrari          | 50  | BEA     |      | Oliver Bearman   | 17, 21      | Pietro Fittipaldi Oliver Bearman                 |
| Renault    | 6  | BWT Alpine F1 Team            | A524     | Renault E-Tech RE24 | Alpine-Renault        | 10  | GAS     |      | Pierre Gasly     | Vše         |                                                  |
| Renault    | 6  | BWT Alpine F1 Team            | A524     | Renault E-Tech RE24 | Alpine-Renault        | 31  | OCO     |      | Esteban Ocon     | 1–23        |                                                  |
| Renault    | 6  | BWT Alpine F1 Team            | A524     | Renault E-Tech RE24 | Alpine-Renault        | 61  | DOO     |      | Jack Doohan      | 24          | Jack Doohan                                      |

### Změny před sezónou
- Alfa Romeo ukončila spolupráci se Sauberem a opustila Formuli 1, jelikož se tým připravuje na partnerství s Audi, ke kterému dojde v roce 2026. V roce 2024 tým nesl název Stake F1 Team Kick Sauber.[2]
- Tým AlphaTauri prošel rebrandingem, nový název týmu je Visa Cash App RB F1 Team (zkráceně VCARB).[3]

### Změny během sezóny
- Carlos Sainz Jr. musel odstoupit z Grand Prix Saúdské Arábie kvůli akutní operaci slepého střeva. V monopostu ho nahradil rezervní jezdec Ferrari Oliver Bearman, pro kterého to byl debut ve formuli 1. Zároveň se stal třetím nejmladším debutantem v historii formule 1.[4]
- Před Grand Prix Itálie Williams oznámil, že ve zbytku sezóny nahradí Logana Sargeanta jezdec Formule 2 a člen akademie týmu Franco Colapinto.[5]
- Kevin Magnussen získal za Grand Prix Itálie 2 trestné body a celkem jich měl 12 za poslední rok. Podle pravidel tak dostal zákaz startu jednom závodě, v Grand Prix Ázerbájdžánu ho proto nahradil Oliver Bearman, který za Haas závodí od následující sezóny.[6] Bearman kvůli nemoci později nahradil Magnussena také v Grand Prix São Paula.
- Před Grand Prix USA tým RB oznámil, že ve zbytku sezóny nahradí Daniela Ricciarda rezervní jezdec týmu Liam Lawson.[7]
- Rezervní jezdec týmu Alpine Jack Doohan nahradil v posledním závodě Estebana Ocona. Alpine Oconovi umožnil opustit předčasně tým, aby se mohl zúčastnit posezonních testů s týmem Haas, za který od roku 2025 závodí. Pro Doohana se jednalo o debut ve formuli 1.

## Kalendář
Následujících 24 závodů mělo smlouvu na uspořádání závodu v roce 2024:
| Pořadí  | Grand Prix                | Okruh                                                 | Mapa trati | Datum        |
| ------- | ------------------------- | ----------------------------------------------------- | ---------- | ------------ |
| 1       | Grand Prix Bahrajnu       | Bahrain International Circuit, Sachír                 |            | 2. březen    |
| 2       | Grand Prix Saúdské Arábie | Jeddah Corniche Circuit, Džidda                       |            | 9. březen    |
| 3       | Grand Prix Austrálie      | Albert Park, Melbourne                                |            | 24. březen   |
| 4       | Grand Prix Japonska       | Suzuka Circuit, Suzuka                                |            | 7. duben     |
| 5       | Grand Prix Číny           | Shanghai International Circuit, Šanghaj               |            | 21. duben    |
| 6       | Grand Prix Miami          | Miami International Autodrome, Miami Gardens, Florida |            | 5. květen    |
| 7       | Grand Prix Emilia Romagna | Autodromo Enzo e Dino Ferrari, Imola                  |            | 19. květen   |
| 8       | Grand Prix Monaka         | Circuit de Monaco, Monte Carlo                        |            | 26. květen   |
| 9       | Grand Prix Kanady         | Circuit Gilles Villeneuve, Montréal                   |            | 9. červen    |
| 10      | Grand Prix Španělska      | Circuit de Catalunya, Barcelona                       |            | 23. červen   |
| 11      | Grand Prix Rakouska       | Red Bull Ring, Spielberg                              |            | 30. červen   |
| 12      | Grand Prix Velké Británie | Silverstone, Silverstone                              |            | 7. červenec  |
| 13      | Grand Prix Maďarska       | Hungaroring, Mogyoród                                 |            | 21. červenec |
| 14      | Grand Prix Belgie         | Circuit de Spa-Francorchamps, Spa                     |            | 28. červenec |
| 15      | Grand Prix Nizozemska     | Circuit Zandvoort, Zandvoort                          |            | 25. srpen    |
| 16      | Grand Prix Itálie         | Autodromo Nazionale Monza, Monza                      |            | 1. září      |
| 17      | Grand Prix Ázerbájdžánu   | Baku City Circuit, Baku                               |            | 15. září     |
| 18      | Grand Prix Singapuru      | Marina Bay Street Circuit, Singapur                   |            | 22. září     |
| 19      | Grand Prix USA            | Circuit of the Americas, Austin, Texas                |            | 20. říjen    |
| 20      | Grand Prix Mexico City    | Autódromo Hermanos Rodríguez, Ciudad de México        |            | 27. říjen    |
| 21      | Grand Prix São Paula      | Autódromo José Carlos Pace, São Paulo                 |            | 3. listopad  |
| 22      | Grand Prix Las Vegas      | Las Vegas Strip Circuit, Las Vegas, Nevada            |            | 23. listopad |
| 23      | Grand Prix Kataru         | Losail International Circuit, Lusail                  |            | 1. prosinec  |
| 24      | Grand Prix Abú Zabí       | Yas Marina Circuit, Abú Zabí                          |            | 8. prosinec  |
| Zdroje: |                           |                                                       |            |              |

### Změny v kalendáři
- Grand Prix Číny se vrátila do kalendáře po čtyřech letech, kdy se nemohla konat z důvodu pandemie covidu-19 v Číně.
- Grand Prix Emilia Romagna, která byla v roce 2023 zrušena několik dní před konáním závodu z důvodu rozsáhlých povodní, se vrátila do kalendáře.
- Původně měla pro rok 2024 smlouvu také Grand Prix Ruska, kvůli invazi na Ukrajinu ale byla smlouva v roce 2022 ukončena.[8]

## Výsledky a pořadí
| Pořadí | Grand Prix                | Pole position    | Vítěz závodu     | Vítězný tým | Nejrychlejší kolo | Výsledky |
| ------ | ------------------------- | ---------------- | ---------------- | ----------- | ----------------- | -------- |
| 1      | Grand Prix Bahrajnu       | Max Verstappen   | Max Verstappen   | Red Bull    | Max Verstappen    | Výsledky |
| 2      | Grand Prix Saúdské Arábie | Max Verstappen   | Max Verstappen   | Red Bull    | Charles Leclerc   | Výsledky |
| 3      | Grand Prix Austrálie      | Max Verstappen   | Carlos Sainz Jr. | Ferrari     | Charles Leclerc   | Výsledky |
| 4      | Grand Prix Japonska       | Max Verstappen   | Max Verstappen   | Red Bull    | Max Verstappen    | Výsledky |
| 5      | Grand Prix Číny           | Max Verstappen   | Max Verstappen   | Red Bull    | Fernando Alonso   | Výsledky |
| 6      | Grand Prix Miami          | Max Verstappen   | Lando Norris     | McLaren     | Oscar Piastri     | Výsledky |
| 7      | Grand Prix Emilia Romagna | Max Verstappen   | Max Verstappen   | Red Bull    | George Russell    | Výsledky |
| 8      | Grand Prix Monaka         | Charles Leclerc  | Charles Leclerc  | Ferrari     | Lewis Hamilton    | Výsledky |
| 9      | Grand Prix Kanady         | George Russell   | Max Verstappen   | Red Bull    | Lewis Hamilton    | Výsledky |
| 10     | Grand Prix Španělska      | Lando Norris     | Max Verstappen   | Red Bull    | Lando Norris      | Výsledky |
| 11     | Grand Prix Rakouska       | Max Verstappen   | George Russell   | Mercedes    | Fernando Alonso   | Výsledky |
| 12     | Grand Prix Velké Británie | George Russell   | Lewis Hamilton   | Mercedes    | Carlos Sainz Jr.  | Výsledky |
| 13     | Grand Prix Maďarska       | Lando Norris     | Oscar Piastri    | McLaren     | George Russell    | Výsledky |
| 14     | Grand Prix Belgie         | Charles Leclerc  | Lewis Hamilton   | Mercedes    | Sergio Pérez      | Výsledky |
| 15     | Grand Prix Nizozemska     | Lando Norris     | Lando Norris     | McLaren     | Lando Norris      | Výsledky |
| 16     | Grand Prix Itálie         | Lando Norris     | Charles Leclerc  | Ferrari     | Lando Norris      | Výsledky |
| 17     | Grand Prix Ázerbájdžánu   | Charles Leclerc  | Oscar Piastri    | McLaren     | Lando Norris      | Výsledky |
| 18     | Grand Prix Singapuru      | Lando Norris     | Lando Norris     | McLaren     | Daniel Ricciardo  | Výsledky |
| 19     | Grand Prix USA            | Lando Norris     | Charles Leclerc  | Ferrari     | Esteban Ocon      | Výsledky |
| 20     | Grand Prix Mexico City    | Carlos Sainz Jr. | Carlos Sainz Jr. | Ferrari     | Charles Leclerc   | Výsledky |
| 21     | Grand Prix São Paula      | Lando Norris     | Max Verstappen   | Red Bull    | Max Verstappen    | Výsledky |
| 22     | Grand Prix Las Vegas      | George Russell   | George Russell   | Mercedes    | Lando Norris      | Výsledky |
| 23     | Grand Prix Kataru         | George Russell   | Max Verstappen   | Red Bull    | Lando Norris      | Výsledky |
| 24     | Grand Prix Abú Zabí       | Lando Norris     | Lando Norris     | McLaren     | Kevin Magnussen   | Výsledky |

### Pořadí jezdců
Za umístění v závodě získává body prvních 10 jezdců v cíli, v rámci sprintů boduje nejlepších osm. Body jsou rozděleny takto:
| Umístění   | 1. | 2. | 3. | 4. | 5. | 6. | 7. | 8. | 9. | 10. | NK |
| Grand Prix | 25 | 18 | 15 | 12 | 10 | 8  | 6  | 4  | 2  | 1   | 1  |
| Sprint     | 8  | 7  | 6  | 5  | 4  | 3  | 2  | 1  |    |     |    |

V případě rovnosti bodů rozhoduje pravidlo „nejlepších umístění“, tj. výše v celkovém pořadí se umístí jezdec, který má více prvních míst. Pokud je počet shodný, porovnává se počet druhých míst, třetích míst atd. Konečné rozhodnutí vydává FIA.
| Poř. | Jezdec           | BHR | SAU | AUS | JPN | CHN | MIA | EMI | MON | CAN | ESP | AUT  | GBR | HUN | BEL | NLD | ITA | AZE | SGP | USA  | MXC | SAP  | LVG | QAT  | ABU | Body |
| ---- | ---------------- | --- | --- | --- | --- | --- | --- | --- | --- | --- | --- | ---- | --- | --- | --- | --- | --- | --- | --- | ---- | --- | ---- | --- | ---- | --- | ---- |
| 1    | Max Verstappen   | 1   | 1   | Ret | 1   | 1   | 21  | 1   | 6   | 1   | 1   | 51   | 2   | 5   | 4   | 2   | 6   | 5   | 2   | 31   | 6   | 14   | 5   | 18   | 6   | 437  |
| 2    | Lando Norris     | 6   | 8   | 3   | 5   | 26  | 1   | 2   | 4   | 2   | 2   | 20†3 | 3   | 2   | 5   | 1   | 3   | 4   | 1   | 43   | 2   | 61   | 6   | 102  | 1   | 374  |
| 3    | Charles Leclerc  | 4   | 3   | 2   | 4   | 4   | 32  | 3   | 1   | Ret | 5   | 117  | 14  | 4   | 3   | 3   | 1   | 2   | 5   | 14   | 3   | 53   | 4   | 25   | 3   | 356  |
| 4    | Oscar Piastri    | 8   | 4   | 4   | 8   | 87  | 136 | 4   | 2   | 5   | 7   | 2    | 4   | 1   | 2   | 4   | 2   | 1   | 3   | 5    | 8   | 82   | 7   | 31   | 10  | 292  |
| 5    | Carlos Sainz Jr. | 3   | WD  | 1   | 3   | 5   | 5   | 5   | 3   | Ret | 6   | 35   | 5   | 6   | 6   | 5   | 4   | 17† | 7   | 2    | 1   | Ret5 | 3   | 64   | 2   | 290  |
| 6    | George Russell   | 5   | 6   | 17† | 7   | 68  | 8   | 7   | 5   | 3   | 4   | 14   | Ret | 8   | DSQ | 7   | 7   | 3   | 4   | 65   | 5   | 46   | 1   | 43   | 5   | 245  |
| 7    | Lewis Hamilton   | 7   | 9   | Ret | 9   | 92  | 6   | 6   | 7   | 4   | 3   | 46   | 1   | 3   | 1   | 8   | 5   | 9   | 6   | Ret6 | 4   | 10   | 2   | 126  | 4   | 223  |
| 8    | Sergio Pérez     | 2   | 2   | 5   | 2   | 3   | 43  | 8   | Ret | Ret | 8   | 78   | 17  | 7   | 7   | 6   | 8   | 18† | 10  | 7    | 17  | 118  | 10  | Ret  | Ret | 152  |
| 9    | Fernando Alonso  | 9   | 5   | 8   | 6   | 7   | 9   | 19  | 11  | 6   | 12  | 18   | 8   | 11  | 8   | 10  | 11  | 6   | 8   | 13   | Ret | 14   | 11  | 7    | 9   | 70   |
| 10   | Pierre Gasly     | 18  | Ret | 13  | 16  | 13  | 12  | 16  | 10  | 9   | 9   | 10   | DNS | Ret | 13  | 9   | 15  | 12  | 17  | 12   | 10  | 37   | Ret | 5    | 7   | 42   |
| 11   | Nico Hülkenberg  | 16  | 10  | 9   | 11  | 10  | 117 | 11  | Ret | 11  | 11  | 6    | 6   | 13  | 18  | 11  | 17  | 11  | 9   | 8    | 9   | DSQ  | 8   | Ret7 | 8   | 41   |
| 12   | Júki Cunoda      | 14  | 14  | 7   | 10  | Ret | 78  | 10  | 8   | 14  | 19  | 14   | 10  | 9   | 16  | 17  | Ret | Ret | 12  | 14   | Ret | 7    | 9   | 13   | 12  | 30   |
| 13   | Lance Stroll     | 10  | Ret | 6   | 12  | 15  | 17  | 9   | 14  | 7   | 14  | 13   | 7   | 10  | 11  | 13  | 19  | 19† | 14  | 15   | 11  | DNS  | 15  | Ret  | 14  | 24   |
| 14   | Esteban Ocon     | 17  | 13  | 16  | 15  | 11  | 10  | 14  | Ret | 10  | 10  | 12   | 16  | 18  | 9   | 15  | 14  | 15  | 13  | 18   | 13  | 2    | 17  | Ret  |     | 23   |
| 15   | Kevin Magnussen  | 12  | 12  | 10  | 13  | 16  | 18  | 12  | Ret | 12  | 17  | 8    | 12  | 15  | 14  | 18  | 10  |     | 19† | 117  | 7   |      | 12  | 9    | 16  | 16   |
| 16   | Alexander Albon  | 15  | 11  | 11  | Ret | 12  | 19  | Ret | 9   | Ret | 19  | 15   | 9   | 14  | 12  | 14  | 9   | 7   | Ret | 16   | Ret | DNS  | Ret | 15   | 11  | 12   |
| 17   | Daniel Ricciardo | 13  | 16  | 12  | Ret | Ret | 154 | 13  | 12  | 8   | 15  | 9    | 13  | 12  | 10  | 12  | 13  | 13  | 18  |      |     |      |     |      |     | 12   |
| 18   | Oliver Bearman   |     | 7   |     |     |     |     |     |     |     |     |      |     |     |     |     |     | 10  |     |      |     | 12   |     |      |     | 7    |
| 19   | Franco Colapinto |     |     |     |     |     |     |     |     |     |     |      |     |     |     |     | 12  | 8   | 11  | 10   | 12  | Ret  | 14  | Ret  | Ret | 5    |
| 20   | Čou Kuan-jü      | 11  | 18  | 15  | Ret | 14  | 14  | 15  | 16  | 15  | 13  | 17   | 18  | 19  | Ret | 20  | 18  | 14  | 15  | 19   | 15  | 15   | 13  | 8    | 13  | 4    |
| 21   | Liam Lawson      |     |     |     |     |     |     |     |     |     |     |      |     |     |     |     |     |     |     | 9    | 16  | 9    | 16  | 14   | 17† | 4    |
| 22   | Valtteri Bottas  | 19  | 17  | 14  | 14  | Ret | 16  | 18  | 13  | 13  | 16  | 16   | 15  | 16  | 15  | 19  | 16  | 16  | 16  | 17   | 14  | 13   | 18  | 11   | Ret | 0    |
| 23   | Logan Sargeant   | 20  | 15  | WD  | 17  | 17  | Ret | 17  | 15  | Ret | 20  | 19   | 11  | 17  | 17  | 16  |     |     |     |      |     |      |     |      |     | 0    |
| 24   | Jack Doohan      |     |     |     |     |     |     |     |     | TD  |     |      | TD  |     |     |     |     |     |     |      |     |      |     |      | 15  | 0    |
| Poř. | Jezdec           | BHR | SAU | AUS | JPN | CHN | MIA | EMI | MON | CAN | ESP | AUT  | GBR | HUN | BEL | NLD | ITA | AZE | SGP | USA  | MXC | SAP  | LVG | QAT  | ABU | Body |

| Legenda k tabulce | Legenda k tabulce                                                                       |
| Barva             | Výsledek                                                                                |
| ----------------- | --------------------------------------------------------------------------------------- |
| Zlatá             | Vítěz                                                                                   |
| Stříbrná          | 2. místo                                                                                |
| Bronzová          | 3. místo                                                                                |
| Zelená            | Bodované umístění                                                                       |
| Modrá             | Nebodované umístění                                                                     |
| Modrá             | Dokončil neklasifikován (NC)                                                            |
| Fialová           | Odstoupil (Ret)                                                                         |
| Červená           | Nekvalifikoval se (DNQ)                                                                 |
| Červená           | Nepředkvalifikoval se (DNPQ)                                                            |
| Černá             | Diskvalifikován (DSQ)                                                                   |
| Bílá              | Nestartoval (DNS)                                                                       |
| Bílá              | Závod zrušen (C)                                                                        |
| Světle modrá      | Pouze trénoval (PO)                                                                     |
| Světle modrá      | Páteční testovací jezdec (TD)                                                           |
| Bez barvy         | Netrénoval (DNP)                                                                        |
| Bez barvy         | Vyřazen (EX)                                                                            |
| Bez barvy         | Nepřijel (DNA)                                                                          |
| Bez barvy         | Odvolal účast (WD)                                                                      |
| Bez barvy         | Nezúčastnil se (prázdné)                                                                |
| Označení          | Význam                                                                                  |
| Tučnost           | Pole position                                                                           |
| Kurzíva           | Nejrychlejší kolo                                                                       |
| †                 | Jezdec nedojel do cíle, ale byl klasifikován, protože odjel více než 90 % délky závodu. |
| ‡                 | Byl udělován poloviční počet bodů, protože bylo odjeto méně než 75 % délky závodu.      |
| Horní index       | Umístění bodujících jezdců ve sprintu                                                   |

### Pohár konstruktérů
| Poř. | Konstruktér           | No. | BHR | SAU | AUS | JPN | CHN | MIA | EMI | MON | CAN | ESP | AUT | GBR | HUN | BEL | NLD | ITA | AZE | SGP | USA  | MXC | SAP  | LVG | QAT  | ABU | Body |
| ---- | --------------------- | --- | --- | --- | --- | --- | --- | --- | --- | --- | --- | --- | --- | --- | --- | --- | --- | --- | --- | --- | ---- | --- | ---- | --- | ---- | --- | ---- |
| 1    | McLaren-Mercedes      | 4   | 6   | 8   | 3   | 5   | 26  | 1   | 2   | 4   | 2   | 2   | 203 | 3   | 2   | 5   | 1   | 3   | 4   | 1   | 43   | 2   | 61   | 6   | 102  | 1   | 666  |
| 1    | McLaren-Mercedes      | 81  | 8   | 4   | 4   | 8   | 87  | 136 | 4   | 2   | 5   | 7   | 2   | 4   | 1   | 2   | 4   | 2   | 1   | 3   | 5    | 8   | 82   | 7   | 31   | 10  | 666  |
| 2    | Ferrari               | 16  | 4   | 3   | 2   | 4   | 4   | 32  | 3   | 1   | Ret | 5   | 117 | 14  | 4   | 3   | 3   | 1   | 2   | 4   | 14   | 3   | 53   | 4   | 25   | 3   | 652  |
| 2    | Ferrari               | 55  | 3   | WD  | 1   | 3   | 5   | 5   | 5   | 3   | Ret | 6   | 35  | 5   | 6   | 6   | 5   | 4   | 17† | 7   | 2    | 1   | Ret5 | 3   | 64   | 2   | 652  |
| 2    | Ferrari               | 38  |     | 7   |     |     |     |     |     |     |     |     |     |     |     |     |     |     |     |     |      |     |      |     |      |     | 652  |
| 3    | Red Bull-Honda RBPT   | 1   | 1   | 1   | Ret | 1   | 1   | 21  | 1   | 6   | 1   | 1   | 51  | 2   | 5   | 4   | 2   | 6   | 5   | 2   | 31   | 6   | 14   | 5   | 18   | 6   | 589  |
| 3    | Red Bull-Honda RBPT   | 11  | 2   | 2   | 5   | 2   | 3   | 43  | 8   | Ret | Ret | 8   | 78  | 17  | 7   | 7   | 6   | 8   | 18† | 10  | 7    | 17  | 118  | 10  | Ret  | Ret | 589  |
| 4    | Mercedes              | 44  | 7   | 9   | Ret | 9   | 92  | 6   | 6   | 7   | 4   | 3   | 46  | 1   | 3   | 1   | 8   | 5   | 9   | 6   | Ret6 | 4   | 10   | 2   | 126  | 4   | 468  |
| 4    | Mercedes              | 63  | 5   | 6   | 17  | 7   | 68  | 8   | 7   | 5   | 3   | 4   | 14  | Ret | 8   | DSQ | 7   | 7   | 3   | 4   | 65   | 5   | 46   | 1   | 43   | 5   | 468  |
| 5    | Aston Martin-Mercedes | 14  | 9   | 5   | 8   | 6   | 7   | 9   | 19  | 11  | 6   | 12  | 18  | 8   | 11  | 8   | 10  | 11  | 6   | 9   | 13   | Ret | 14   | 11  | 7    | 9   | 94   |
| 5    | Aston Martin-Mercedes | 18  | 10  | Ret | 6   | 12  | 15  | 17  | 9   | 14  | 7   | 14  | 13  | 7   | 10  | 11  | 13  | 19  | 19† | 14  | 15   | 11  | DNS  | 15  | Ret  | 14  | 94   |
| 6    | Alpine-Renault        | 10  | 18  | Ret | 13  | 16  | 13  | 12  | 16  | 10  | 9   | 9   | 10  | DNS | Ret | 13  | 9   | 15  | 12  | 17  | 12   | 13  | 2    | 17  | Ret  |     | 65   |
| 6    | Alpine-Renault        | 31  | 17  | 13  | 16  | 15  | 11  | 10  | 14  | Ret | 10  | 10  | 12  | 16  | 18  | 9   | 15  | 14  | 15  | 13  | 18   | 10  | 37   | Ret | 5    | 7   | 65   |
| 6    | Alpine-Renault        | 61  |     |     |     |     |     |     |     |     | TD  |     |     | TD  |     |     |     |     |     |     |      |     |      |     |      | 15  | 65   |
| 7    | Haas-Ferrari          | 20  | 12  | 12  | 10  | 13  | 16  | 18  | 12  | Ret | 12  | 17  | 8   | 12  | 15  | 14  | 18  | 10  |     | 19† | 117  | 7   |      | 12  | 9    | 16  | 58   |
| 7    | Haas-Ferrari          | 27  | 16  | 10  | 9   | 11  | 10  | 117 | 11  | Ret | 11  | 11  | 6   | 6   | 13  | 18  | 11  | 17  | 11  | 8   | 8    | 9   | DSQ  | 8   | Ret7 | 8   | 58   |
| 7    | Haas-Ferrari          | 38  |     |     |     |     |     |     |     |     |     |     |     |     |     |     |     |     | 10  |     |      |     | 12   |     |      |     | 58   |
| 8    | RB-Honda RBPT         | 3   | 13  | 16  | 12  | Ret | Ret | 154 | 13  | 12  | 8   | 15  | 9   | 13  | 12  | 10  | 12  | 13  | 13  | 18  |      |     |      |     |      |     | 46   |
| 8    | RB-Honda RBPT         | 22  | 14  | 14  | 7   | 10  | Ret | 78  | 10  | 8   | 14  | 19  | 14  | 10  | 9   | 16  | 17  | Ret | Ret | 12  | 14   | Ret | 7    | 9   | 13   | 12  | 46   |
| 8    | RB-Honda RBPT         | 30  |     |     |     |     |     |     |     |     |     |     |     |     |     |     |     |     |     |     | 9    | 16  | 9    | 16  | 14   | 17† | 46   |
| 9    | Williams-Mercedes     | 2   | 20  | 15  | WD  | 17  | 17  | Ret | 17  | 15  | Ret | 20  | 19  | 11  | 17  | 17  | 16  |     |     |     |      |     |      |     |      |     | 17   |
| 9    | Williams-Mercedes     | 23  | 15  | 11  | 11  | Ret | 12  | 19  | Ret | 9   | Ret | 19  | 15  | 9   | 14  | 12  | 14  | 9   | 7   | Ret | 16   | Ret | DNS  | Ret | 15   | 11  | 17   |
| 9    | Williams-Mercedes     | 43  |     |     |     |     |     |     |     |     |     |     |     |     |     |     |     | 12  | 8   | 11  | 10   | 12  | Ret  | 14  | Ret  | Ret | 17   |
| 10   | Kick Sauber-Ferrari   | 24  | 11  | 18  | 15  | Ret | 14  | 14  | 15  | 16  | 15  | 13  | 17  | 18  | 19  | Ret | 20  | 18  | 14  | 15  | 19   | 15  | 15   | 13  | 8    | 13  | 4    |
| 10   | Kick Sauber-Ferrari   | 77  | 19  | 17  | 14  | 14  | Ret | 16  | 18  | 13  | 13  | 16  | 16  | 15  | 16  | 15  | 19  | 16  | 16  | 16  | 17   | 14  | 13   | 18  | 11   | Ret | 4    |
| Poř. | Konstruktér           | No. | BHR | SAU | AUS | JPN | CHN | MIA | EMI | MON | CAN | ESP | AUT | GBR | HUN | BEL | NLD | ITA | AZE | SGP | USA  | MXC | SAP  | LVG | QAT  | ABU | Body |

| Legenda k tabulce | Legenda k tabulce                                                                       |
| Barva             | Výsledek                                                                                |
| ----------------- | --------------------------------------------------------------------------------------- |
| Zlatá             | Vítěz                                                                                   |
| Stříbrná          | 2. místo                                                                                |
| Bronzová          | 3. místo                                                                                |
| Zelená            | Bodované umístění                                                                       |
| Modrá             | Nebodované umístění                                                                     |
| Modrá             | Dokončil neklasifikován (NC)                                                            |
| Fialová           | Odstoupil (Ret)                                                                         |
| Červená           | Nekvalifikoval se (DNQ)                                                                 |
| Červená           | Nepředkvalifikoval se (DNPQ)                                                            |
| Černá             | Diskvalifikován (DSQ)                                                                   |
| Bílá              | Nestartoval (DNS)                                                                       |
| Bílá              | Závod zrušen (C)                                                                        |
| Světle modrá      | Pouze trénoval (PO)                                                                     |
| Světle modrá      | Páteční testovací jezdec (TD)                                                           |
| Bez barvy         | Netrénoval (DNP)                                                                        |
| Bez barvy         | Vyřazen (EX)                                                                            |
| Bez barvy         | Nepřijel (DNA)                                                                          |
| Bez barvy         | Odvolal účast (WD)                                                                      |
| Bez barvy         | Nezúčastnil se (prázdné)                                                                |
| Označení          | Význam                                                                                  |
| Tučnost           | Pole position                                                                           |
| Kurzíva           | Nejrychlejší kolo                                                                       |
| †                 | Jezdec nedojel do cíle, ale byl klasifikován, protože odjel více než 90 % délky závodu. |
| ‡                 | Byl udělován poloviční počet bodů, protože bylo odjeto méně než 75 % délky závodu.      |
| Horní index       | Umístění bodujících jezdců ve sprintu                                                   |